# روبرت جون غودفري
روبرت جون غودفري (بالإنجليزية: Robert John Godfrey)‏ هو ملحن بريطاني، ولد في 30 يوليو 1947 في كنت في المملكة المتحدة.

## وصلات خارجية
- روبرت جون غودفري على موقع ميوزك برينز (الإنجليزية)
- روبرت جون غودفري على موقع أول ميوزيك (الإنجليزية)
- روبرت جون غودفري على موقع ديسكوغز (الإنجليزية)